# Fazio Giovanni Santori
Fazio Giovanni Santori (Viterbo, 1447 – Roma, 22 marzo 1510) è stato un cardinale e vescovo cattolico italiano.

## Biografia
Nacque a Viterbo nel 1447 dal nobile Raffaello e da Cristina Gatti.
Nel 1504 fu nominato vescovo di Cesena.
Papa Giulio II lo elevò al rango di cardinale nel concistoro del 1º dicembre 1505, con il titolo di Cardinale presbitero di Santa Sabina.
Dal 1507 al 1510 fu amministratore apostolico di Pamplona.
Morì il 22 marzo 1510 all'età di circa 63 anni.